# Liste der Naturdenkmale in Waldsolms
Die Liste der Naturdenkmale in Waldsolms nennt die auf dem Gebiet der Gemeinde Waldsolms gelegenen Naturdenkmale. Sie sind nach dem Hessischen Gesetz über Naturschutz und Landschaftspflege (Hessisches Naturschutzgesetz – HAGBNatSchG) § 12 geschützt und bei der unteren Naturschutzbehörde des Lahn-Dill-Kreises (Abteilung Umwelt, Natur und Wasser) eingetragen.
| Bild                          | Bezeichnung             | Ortsteil, Lage                            | Beschreibung    | Art | Nr. |
| ----------------------------- | ----------------------- | ----------------------------------------- | --------------- | --- | --- |
| mehr Fotos \| Fotos hochladen | Linde Griedelbach       | Griedelbach 50° 26′ 52,8″ N, 8° 31′ 2″ O  | geleitete Linde |     | 28  |
| mehr Fotos \| Fotos hochladen | Lindengruppe Kraftsolms | Kraftsolms 50° 27′ 37,9″ N, 8° 27′ 5,1″ O | Lindengruppe    |     | 31  |